# Maurice Biais
Maurice Amédée Louis Biais, né le 30 décembre 1872 à Corbeil et mort le 8 avril 1926 à Gorbio, est un peintre, dessinateur, affichiste et designer français.

## Biographie

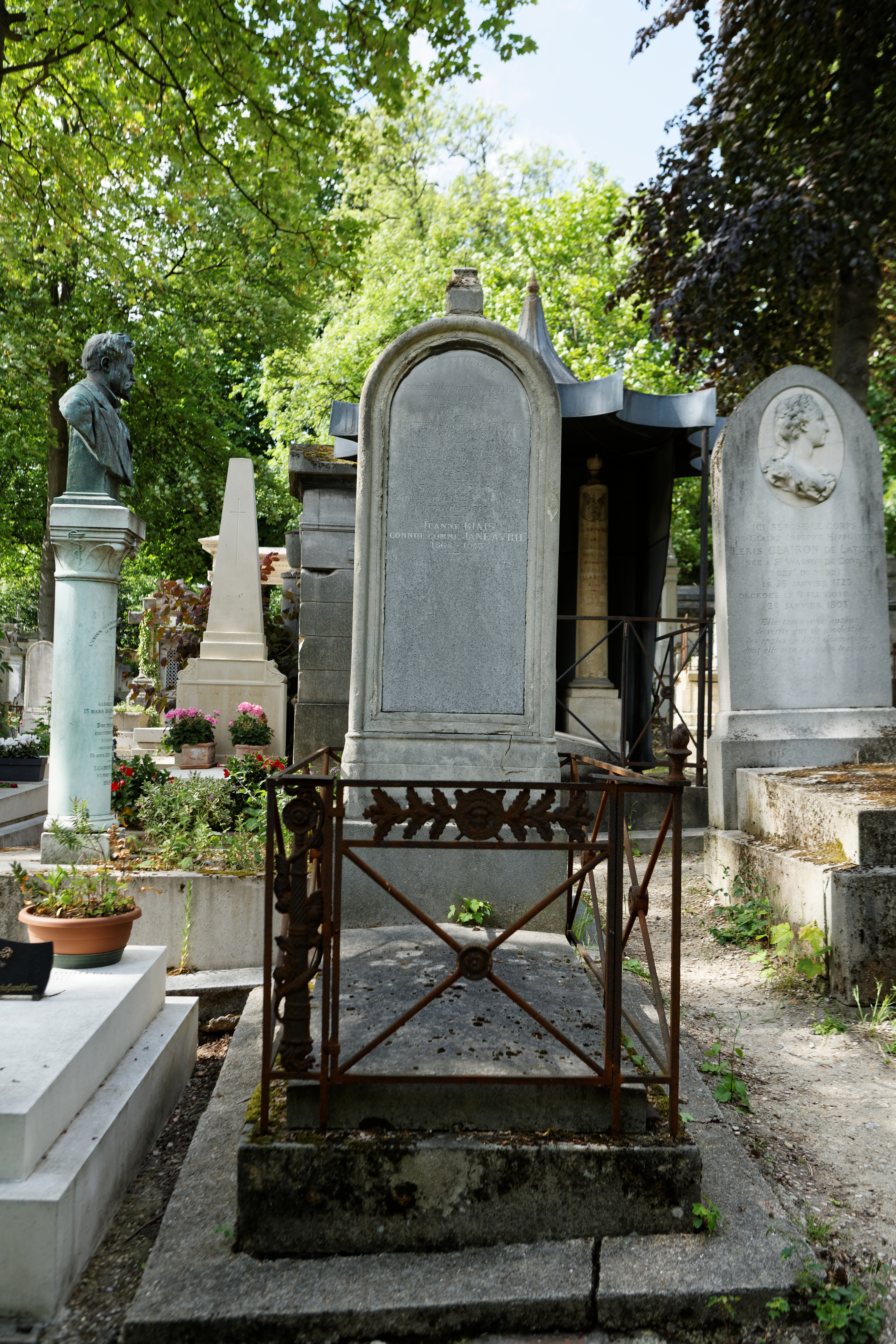
Tombe de Maurice Biais et Jane Avril, Paris, cimetière du Père-Lachaise.

Se démarquant du style Chéret, Maurice Biais est l'un des créateurs les plus importants de la Belle Époque. Son art était réputé aussi bien en France qu'à l'étranger : en 1901, il expose des affiches et des dessins chez Williams à New York.
Illustrateur, il contribue à des périodiques comme Le Journal pour tous, des ouvrages pour la jeunesse, des partitions musicales, des cartes postales…
Dès 1899, il dessine des meubles pour La Maison Moderne, magasin fondé par Julius Meier-Graefe.
Il épouse la danseuse Jane Avril le 7 juin 1911 à Jouy-en-Josas. Leurs témoins sont Henri Letuppe, photographe ; Marie Thomas ; Amélie Guilminot, artiste lyrique, et Mary Thomas épouse Borye. A cette occasion, ils légitiment leur fils, Jean PIerre Adolphe né Beaudon le 17 juillet 1897 à Paris 17e (Jane Avril se reconnait auparavant comme sa mère par un acte passé à la mairie du 17e le 14 août 1897). L'enfant prend alors officiellement le nom de son père, Biais.
Ils vécurent ensemble à Jouy-en-Josas jusqu'à leur départ pour se soigner dans le sud de la France en 1926. Il meurt le 8 avril 1926 au sanatorium de Gorbio « des suites de la guerre » selon Jane Avril. Elle parle probablement des gaz de combat.
Ils sont inhumés dans la même tombe à Paris au cimetière du Père-Lachaise (19e division).
Maurice Biais fut décoré de la croix de guerre 1914-1918.
Son fils, Jean Pierre Adolphe Biais, se marie le 26 août 1933 à Villandry (Indre-et-Loire) avec Marguerite Lestier

## Œuvres

### Affiche
- Les Five o'clock de Paulette Darty
- Scala, Germaine Gallois et la Revue de la Scala par Paul Gavault et Eugène Heros, costumes de Landolf[9]
- Folies-Bergère. Ida Fuller (1901)
- Lucy Florval (1901)
- Scala (1901)
- Série pour Saharet (1902), dont WinterGarten
- Jane Avril
- Pianos Érard (1902)
- La Maison moderne (1902)[10]
- Ville de Nîmes. Fêtes de charité 13, 14 et 16 février 1904
- Reuter's soap for the complexion and toilet
- Quinquina Vouvray au vin blanc, apéritif exquis…
- Palais de glace
- Mephisto looping the loop (1908)
- Folies-Bergère. American Sing and Dancer
- Comtesse de R… dans ses fantaisies japonaises (1908)
- Quinquina Vouvray au vin blanc, apéritif exquis, Ernest Bourin, Tours

### Album musical illustré
- Tout feu tout flamme de Rodolphe Berger, 1901.
- Modern style, scottish pour piano à 4 mains de R. Berger, dédiée à Yvette Guilbert, 1902.
- L'amour qui passe valse lente.
- Tout feu tout flamme, polka japonaise pour piano [à quatre mains].
- Tout feu tout flamme, polka fantasque pour piano.
- Tarentelle napolitaine [pour piano].
- Polka des petits oiseaux de Rodolphe Berger.

## Œuvres dans les collections publiques
- Paris :
  - département des Estampes et de la Photographie de la Bibliothèque nationale de France.
  - musée d'Orsay : Fauteuil pour "la Maison moderne", 1902, fauteuil en acajou, maroquin noir et laiton[11].

Affiches de Maurice Biais
Germaine Gallois à la Scala (1901)
Pianos Érard (1902)
Fêtes de charité 13, 14 et 16 février 1904 à Nîmes
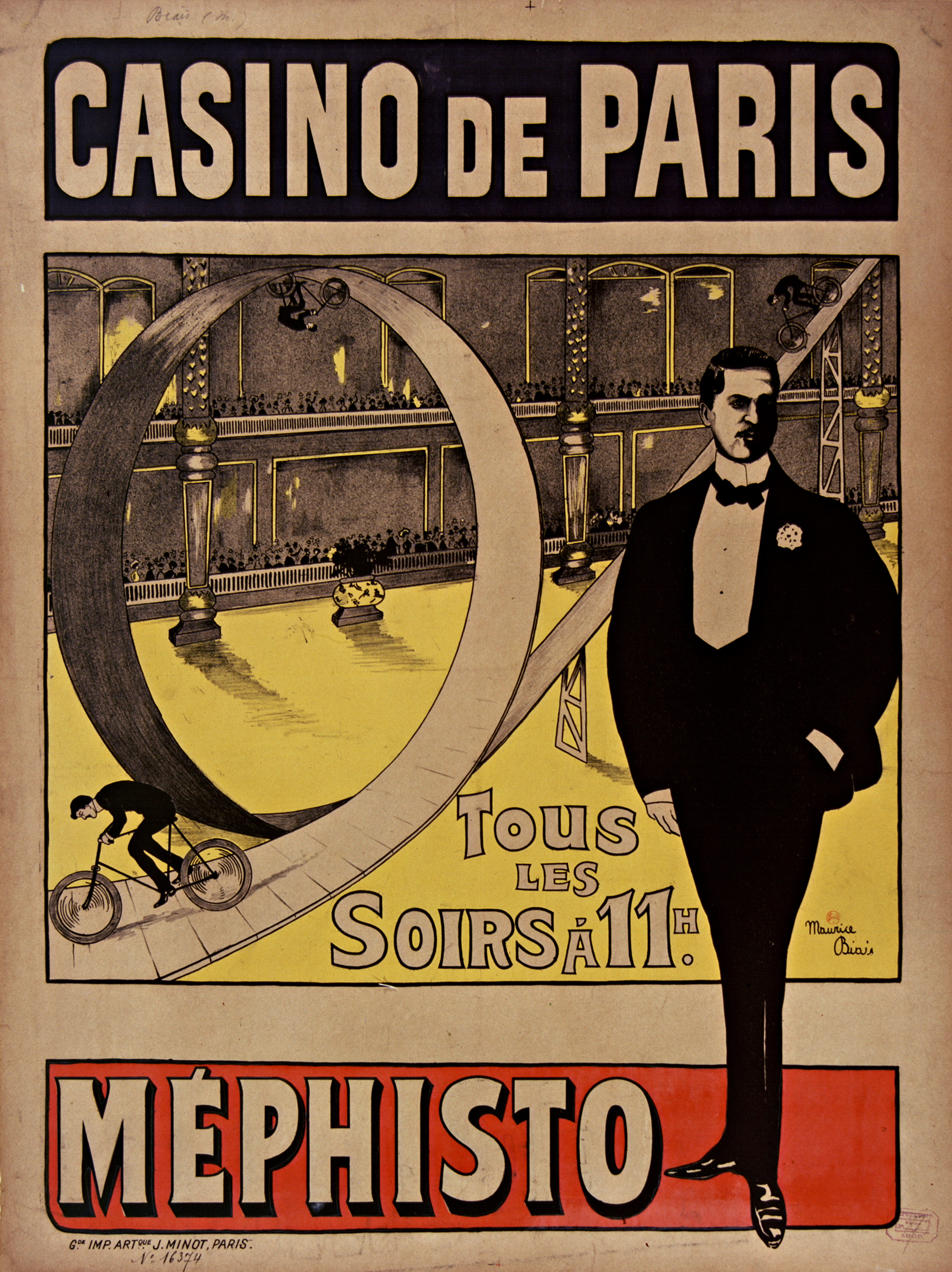
Méphisto au Casino de Paris (1908)
Comtesse de R… dans ses fantaisies japonaises (1908)
Reuter's soap for the complexion and toilet (1908)